# Nino (re)
Nino fu un leggendario re assiro e marito dell'altrettanto mitica Semiramide.

## Mito
La sua figura è citata a partire dal periodo ellenisticoː figlio di Baal, gli venne (in epoca più tarda) attribuita la fondazione della città di Ninive che da lui prese il nome. Si tramandava che avesse conquistato in 17 anni l'intera Asia occidentale con l'aiuto di Ariaeo, re dell'Arabia, fondando il primo impero assiro: durante una di queste campagne, l'assedio di Bactria, incontrò Semiramide, all'epoca moglie di un suo ufficiale, che lo fece innamorare con la sua grande bellezza e divenne sua moglie. Dall'unione nacque Ninia.
Morto improvvisamente Nino, Semiramide fu accusata di esserne stata la causa, ma essa si difese facendo erigere un magnifico mausoleo vicino a Babilonia, dove in seguito sarebbe stata ambientata la storia di Piramo e Tisbe. Secondo Castore di Rodi il regno di Nino durò 52 anni, come anche secondo Ctesia.

## Storicità
La decifrazione di una vasta quantità di testi cuneiformi ha permesso agli assiriologi moderni di mettere insieme una storia più accurata della Mesopotamiaː Nino non è attestato in nessuna delle vaste liste di re compilate dagli stessi mesopotamici, né menzionato in alcuna letteratura di quei luoghi, ed è possibile che questa creazione ellenica sia stata ispirata dalle gesta di uno o più reali re d'Assiria, o assiro-babilonesi. 
Allo stesso modo, l'identificazione di Nino con il biblico Nimrod (tipica di autori cristiani), non è attestata nella letteratura o negli elenchi dei re assiri, babilonesi, accadici o sumeri, ma molti studiosi ritengono che siano stati ispirati da uno o più re reali, il più probabile tra i quali sarebbe Tukulti-Ninurta I d'Assiria, che governò il Medio Impero assiro durante il XIII secolo a.C., o il dio della guerra assiro Ninurta. La regina assira Shammuramat è nota per i cinque anni di regno come reggente per suo figlio Adad-nirari IIIː sarebbe stata la moglie di Shamshi-Adad V. I successivi miti greci che circondano la figura di Shammuramat (Semiramide in Erodoto) sono considerati da alcuni ispirati dalla novità di una donna che governava un tale impero.